# Hilmar Árni Halldórsson
Hilmar Árni Halldórsson (14 febbraio 1992) è un ex calciatore islandese, di ruolo centrocampista.

## Carriera

### Club
Ha sempre giocato nel campionato islandese di calcio.

### Nazionale
Vanta quattro presenze con la nazionale islandese.

## Palmarès

### Club

#### Competizioni nazionali
- 1. deild karla: 1

Leiknir: 2014
- Coppa d'Islanda: 1

Stjarnan: 2018
- Supercoppa d'Islanda: 1

Stjarnan: 2019